# Tara

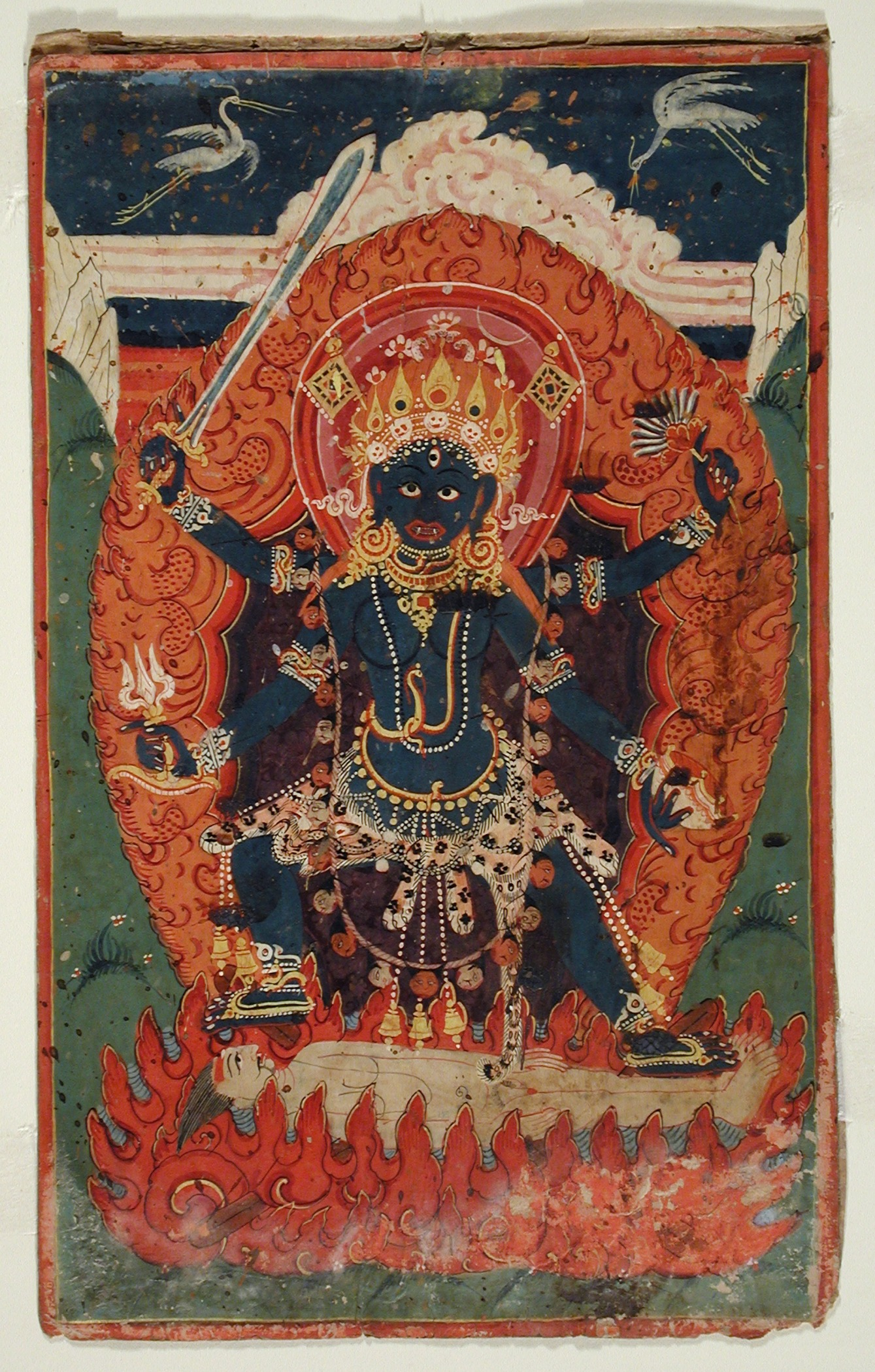
Tara

Tara a fost adorată din vremuri imemoriale, în diferite culturi ale lumii. Ea a fost venerată de către latini ca Zeița Terra, Mama Pământ. Druizii o numeau pe zeița mamă Tara. Numele ei își are rădăcina în cuvântul Tor, care semnifică o “ridicătură a pământului” sau “o zonă încărcată cu energie spirituală” sau “conectare la lumea spiritelor”. Cele mai vechi referințe la zeița Tara au fost găsite în epopeea antică a Finlandei în urmă cu 5 mii de ani. În epopee se vorbește despre Tar, Femeia Înțelepciunii. Un vechi trib al popoarelor indigene din junglele Americii de Sud o numeau pe zeitatea lor, Tarahumara.
Zeița Tara este de asemenea asociată cu Kuan Yin, marea zeiță chineză a compasiunii. Kuan Yin este acel aspect al divinității care se oferă să ajute aspiranții aflați pe o cale spirituală ce se confruntă cu dificultăți, ghidându-i plină de iubire, cu o imensă compasiune. Ea deschide inimile, trezește starea de umilință, de dragoste pură, aduce armonie, cunoaștere profundă și iluminare. În Kuan Yin recunoaștem compasiunea divină, care se manifestă cu o grație nesfârșită, plină de frumusețe și înțelepciune.
Poporul Cheyenne vorbește despre Femeia Stea care a coborât din Ceruri pe Pământ. În jurul său au început să crească plantele necesare hranei. Ea a convins poporul său să se împerecheze cu ființele primitive ce locuiau pe pământ, dăruindu-le astfel acestora darul înțelepciunii. Această legendă se repetă, fiind prezentă în scrierile lui Z. Sitchin, în care vorbește despre zeița antică egipteană IshTar care, spune legenda, a venit pe pământ dintr-un alt sistem planetar și și-a îndrumat poporul să se împerecheze cu locuitorii pământului făcându-i astfel capabili să realizeze cu inteligență multe acțiuni.
Tara este zeitatea feminină arhetipală în mitologia hindusă, a cărui nume înseamnă “Stea” – cunoscută în Hinduismul Indian ca Mama Creatoare. În scripturile hinduse vechi, ea este descrisă ca una dintre cele opt aspecte majore ale Principiului Divin Feminin, o manifestare plină de iubire în comparație cu tulburătoarea Kali.
Tara – Sgrol-ma tibetană, Zeița Salvatoare buddhistă cu numeroase forme, este populară în mare măsură și în Nepal, Tibet și Mongolia.
-Tara este câteodată descrisă cu ochi în tălpile picioarelor și în palmele mâinilor. Din această cauză, este numită Tara cea cu șapte ochi, o formă a zeității tradiționale din Mongolia.
-Adoptată de buddhism de la hinduism, începând cu secolul al III-lea î.C., Tara apare în buddhism, jainism, și în mod particular în lamaismul tibetan, cu o multitudine de manifestări: Zeiță a ascetismului și misticismului, Mamă creatoare, Protectoarea ființelor umane ce traversează marea (oceanul) vieții.
-În legendele Tibetului se vorbește despre zeița Tara ca fiind contrapartea feminină a lui Bodhisattva Avalokitesvara. O legendă spune că ea a apărut în manifestare dintr-o lacrimă a lui Avalokiteshvara, care a căzut pe pământ și a format un lac. La suprafața apei a îmbobocit un lotus, care deschizându-se, a revelat-o pe zeiță. Asemenea lui Avalokiteshvara, ea este plină de compasiune, acordând ajutorul ființelor care “traversează marea către un alt țărm”. Ea oferă ghidare și protecție atât în călătoriile pe mare și pe uscat cât și în călătoriile spirituale către starea de Iluminare.
-Tara mai este cunoscută la tibetani ca Zeița Devotată, Cea care asigură protecție deplină. În sistemul practicilor mentale, oferite de marii maeștri ai înțelepciunii tibetane, Tara este arhetipul propriei noastre înțelepciuni. Ei vorbesc despre transformarea conștiinței, o călătorie spre libertate. Ei predau căi simple și directe pentru ca fiecare persoană să descopere înăuntrul lor înțelepciunea, compasiunea și gloria atribuite lui Tara.

### Modalități practice de adorare
Din punctul de vedere al sadhana-ei sau practicii spirituale efective de identificare cu sfera gigantică de forță și influență a Marii Puteri Cosmice Tara, cea mai eficientă modalitate o reprezintă practica tehnicii de laya yoga cu mantra de rezonanță specifică acestei Manifestări grandioase a lui Dumnezeu. O altă modalitate foarte eficientă este aceea a meditației profunde, având ca subiect invocarea Grației Divine pentru a salva și elibera toate ființele din Manifestare, adică implorarea Marii Puteri Cosmice Tara de a-și revărsa compasiunea Ei nesfârșită în inima fiecăreia dintre ființele Creației lui Dumnezeu. O altă modalitate de a o adora pe Tara este aceea de a ne plasa, la nivel mental, în tainicul interval de liniște dintre două sunete consecutive, pentru a rezona astfel plenar cu sunetul primordial nemanifestat (care este pranava) și a obține identificarea cu Sfera de Conștiință Beatifică a Marii Puteri Cosmice Tara. Toate aceste modalități practice reprezintă căi sigure și eficiente pentru a dobândi într-un timp cât mai scurt (în deplină conformitate cu eforturile pe care le depunem) eliberarea spirituală supremă (moksha).